# Винтовой компрессор

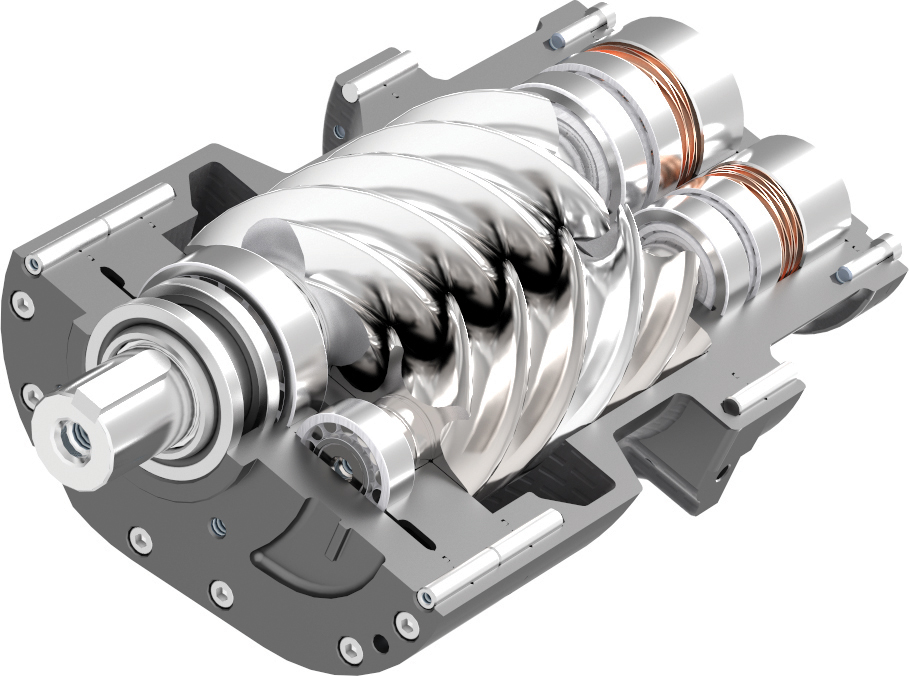
Роторы компрессора

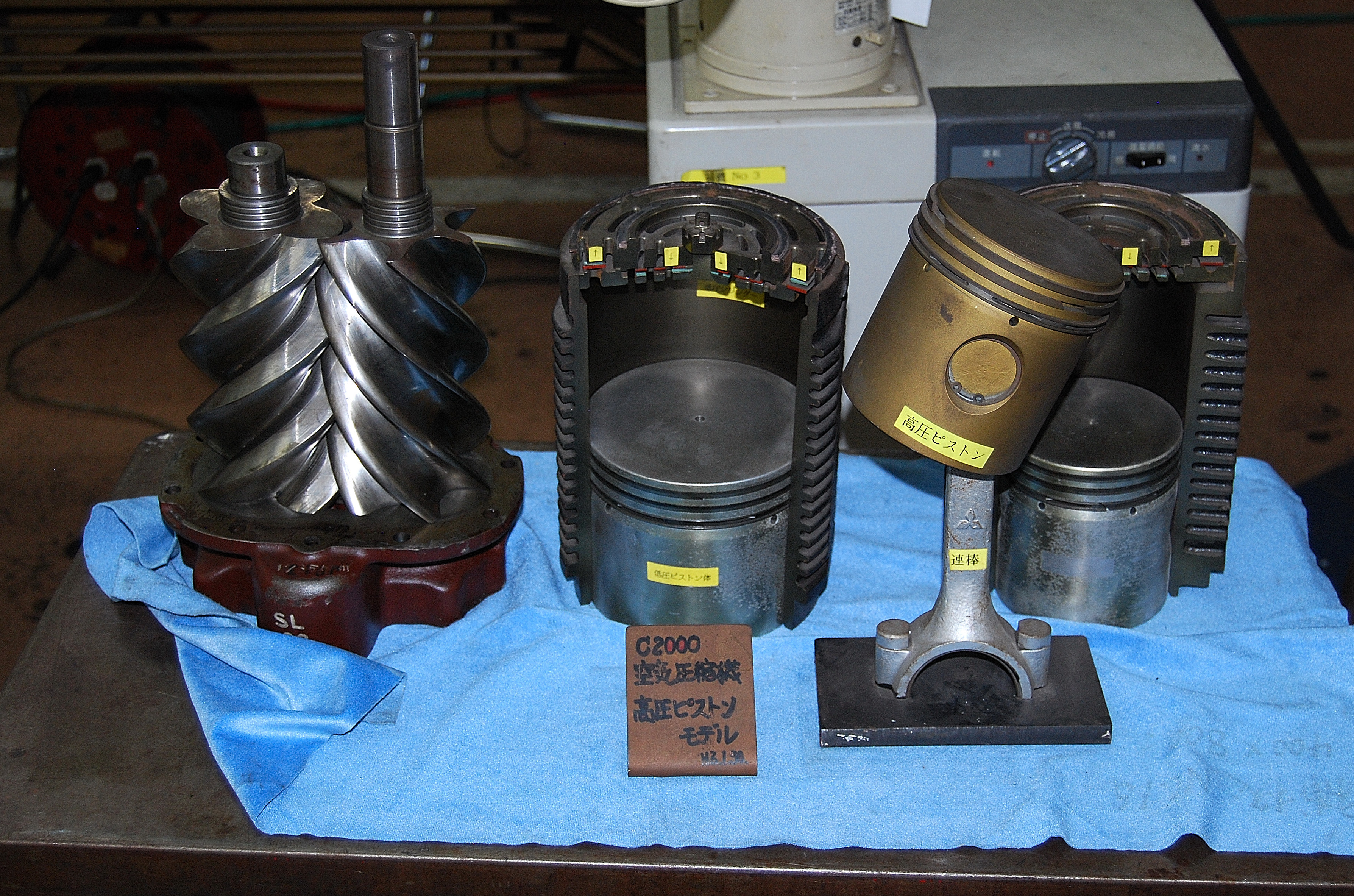
Основные детали винтового (слева) и поршневого (по центру и справа) компрессоров

Винтовой компрессор — компрессор объемного действия, имеющий винтовые роторы с сопряженными зубцами. По конструкции такие устройства принадлежат к ротационному компрессорному оборудованию.

## Описание
Винтовой компрессор был впервые запатентован в 1878 году Генрихом Кригаром в Германии, однако по истечении срока действия патента работающая машина так и не была построена. Современный спирально-лопастной винтовой компрессор был разработан в Швеции Альфом Лисхольмом, который был главным инженером компании «Ljungstroms Angturbin». Он разработал винтовой компрессор в поисках способа преодоления помпажа компрессора в газовых турбинах, запатентовав своё изделие в 1935 году.
Надёжность в работе, малая металлоёмкость и габаритные размеры предопределили их широкое распространение. Кроме того, использование винтовых компрессоров позволяет экономить до 30 % электроэнергии. Винтовые компрессоры успешно конкурируют с другими типами объёмных компрессорных машин, практически полностью вытеснив их в передвижных компрессорных станциях, судовых холодильных установках.
Типовая конструкция компрессора — сухого сжатия, работает без подачи масла в рабочую полость. Компрессор имеет два винтовых ротора. Ведущий ротор с выпуклой нарезкой соединён непосредственно или через зубчатую передачу с двигателем. На ведомом роторе нарезка с вогнутыми впадинами. Роторы расположены в разъёмном корпусе, имеющем один или несколько разъёмов. В корпусе выполнены расточки под винты, подшипники и уплотнения, а также камеры всасывания и нагнетания. Высокие частоты вращения винтовых компрессоров определяют применение в них опорных и упорных подшипников скольжения.
Между подшипниковыми камерами и винтовой частью роторов, в которых сжимается газ, расположены узлы уплотнений, состоящие из набора графитовых и баббитовых колец. В камеры между группами колец подаётся запирающий газ, препятствующий попаданию масла из подшипниковых узлов в сжимаемый газ, а также газа в подшипниковые камеры. Касание винтов роторов при отсутствии смазки недопустимо, поэтому между ними оставляют минимальный зазор, обеспечивающий безопасную работу компрессора, а синхронная частота вращения ведущего и ведомого роторов обеспечивается наружными синхронизирующими шестернями. Винтовые поверхности роторов и стенок корпуса образуют рабочие камеры. При вращении роторов объём камер увеличивается, когда выступы роторов удаляются от впадин и происходит процесс всасывания. Когда объём камер достигает максимума, процесс всасывания заканчивается и камеры оказываются изолированными стенками корпуса и крышками от всасывающего и нагнетательного патрубков.
При дальнейшем вращении во впадину ведомого ротора начинает внедряться сопряженный выступ ведущего ротора. Внедрение начинается у переднего торца и постепенно распространяется к нагнетательному окну. С некоторого момента времени обе винтовые поверхности объединяются в общую полость, объём которой непрерывно уменьшается благодаря поступательному перемещению линии контакта сопряжённых элементов в направлении к нагнетательному окну. Дальнейшее вращение роторов приводит к вытеснению газа из полости в нагнетательный патрубок. Из-за того, что частота вращения роторов значительна и одновременно существует несколько камер, компрессор создаёт равномерный поток газа.
Отсутствие клапанов и неуравновешенных механических сил обеспечивают винтовым компрессорам высокие рабочие частоты вращения, то есть позволяют получать большую производительность при сравнительно небольших внешних габаритах.
В маслозаполненных компрессорах ведущий ротор взаимодействует с ведомым непосредственно, без шестерен. Масло, поступающее в полости компрессора, обеспечивает интенсивную смазку и абсорбирует значительную часть тепла сжатия компрессора.
В сухих винтовых компрессорах основной и вспомогательный роторы работают без присутствия масла. Для предотвращения контакта роторов и их износа синхронное вращение роторов обеспечивается с использованием синхронизирующих шестерен.
Маслозаполненные компрессоры допускают меньшие скорости вращения, чем компрессоры «сухого сжатия». Масло в рабочую полость винтового компрессора подается с целью уменьшения перетечек через внутренние зазоры, смазки винтового зацепления роторов и охлаждения сжимаемого газа.
Есть несколько типов винтовых компрессоров: с прямым приводом и ременным.
Также в настоящее время широкое распространение получили двухступенчатые винтовые компрессоры. Их особенностью является эксплуатация винтовых пар не с двумя роторами, а с четырьмя, что обеспечивает увеличение производительности на одной и той же электрической мощности до 15 %.